# Mettinia suboceliifera
Mettinia suboceliifera är en tvåvingeart som först beskrevs av Walker 1859.  Mettinia suboceliifera ingår i släktet Mettinia och familjen lövflugor. Inga underarter finns listade i Catalogue of Life.